# Гранд хотел „Будапеща“
Гранд хотел „Будапеща“ (на английски: The Grand Budapest Hotel) е американско-германска комедия от 2014 година, осмият пълнометражен филм на американския режисьор Уес Андерсън. Във филма взимат участие голям брой холивудски звезди, сред които и актьори участвали в предишните филми на режисьора като Бил Мъри, Оуен Уилсън, Ейдриън Броуди и други.
Сюжетът е вдъхновен от творбите на Стефан Цвайг, а филмът е финансиран от немски компании и е заснет изцяло в Германия.
В България филмът прави премиерата си през март месец на 2014 година, като е част от програмата на София Филм Фест.

## Сюжет
Внимание:  Текстът по-долу разкрива сюжета на произведението (или части от него)!
Фабулата се върти около широко известен портиер, който работи в прочут европейски хотел, разположен в измислената европейска планинска държава Зубровка. Той се сприятелява с млад служител пиколо в хотела, който се превръща в негов доверен приятел. Историята се развива около кражбата на безценна картина и битката за огромно семейно богатство, на фона на променяща се Европа малко преди Втората световна война.

## Награди и номинации
| Категория                              | Номиниран(и)                         | Резултат                    |
| Оскар (22 февруари 2015 г.)            | Оскар (22 февруари 2015 г.)          | Оскар (22 февруари 2015 г.) |
| -------------------------------------- | ------------------------------------ | --------------------------- |
| Най-добри декори                       | Най-добри декори                     | награда                     |
| Най-добър грим и прически              | Най-добър грим и прически            | награда                     |
| Най-добра филмова музика               | Александър Деспла                    | награда                     |
| Най-добри костюми                      | Милена Канонеро                      | награда                     |
| Най-добър филм                         | Най-добър филм                       | номинация                   |
| Най-добър режисьор                     | Уес Андерсън                         | номинация                   |
| Най-добър оригинален сценарий          | Уес Андерсън и Хюго Гинес            | номинация                   |
| Най-добър филмов монтаж                | Барни Пилинг                         | номинация                   |
| Най-добра кинематография               | Робърт Йоман                         | номинация                   |
| Награда на БАФТА (8 февруари 2015 г.)  |                                      |                             |
| Най-добри декори                       | Най-добри декори                     | награда                     |
| Най-добър грим и прически              | Най-добър грим и прически            | награда                     |
| Най-добър оригинален сценарий          | Уес Андерсън                         | награда                     |
| Най-добра филмова музика               | Александър Деспла                    | награда                     |
| Най-добри костюми                      | Милена Канонеро                      | награда                     |
| Най-добър филм                         | Най-добър филм                       | номинация                   |
| Най-добър филмов монтаж                | Най-добър филмов монтаж              | номинация                   |
| Най-добър звук                         | Най-добър звук                       | номинация                   |
| Най-добра режисура                     | Уес Андерсън                         | номинация                   |
| Най-добра кинематография               | Робърт Йоман                         | номинация                   |
| Най-добър актьор в главна роля         | Ралф Файнс                           | номинация                   |
| Златен глобус (11 януари 2015 г.)      |                                      |                             |
| Най-добър филм – мюзикъл или комедия   | Най-добър филм – мюзикъл или комедия | награда                     |
| Най-добър режисьор                     | Уес Андерсън                         | номинация                   |
| Най-добър сценарий                     | Уес Андерсън                         | номинация                   |
| Най-добър актьор в мюзикъл или комедия | Ралф Файнс                           | номинация                   |
| Сателит (15 февруари 2015 г.)          |                                      |                             |
| Най-добри декори                       | Най-добри декори                     | награда                     |
| Най-добър дизайн на костюми            | Милена Канонеро                      | награда                     |
| Най-добър филм                         | Най-добър филм                       | номинация                   |
| Сатурн (25 юни 2015 г.)                |                                      |                             |
| Най-добър фентъзи филм                 | Най-добър фентъзи филм               | номинация                   |
| Най-добри декори                       | Най-добри декори                     | номинация                   |
| Най-добър сценарий                     | Уес Андерсън                         | номинация                   |
| Най-добър млад актьор                  | Тони Револори                        | номинация                   |
| Емпайър (29 март 2015 г.)              |                                      |                             |
| Най-добра комедия                      | Най-добра комедия                    | номинация                   |